# Baía de Tampa

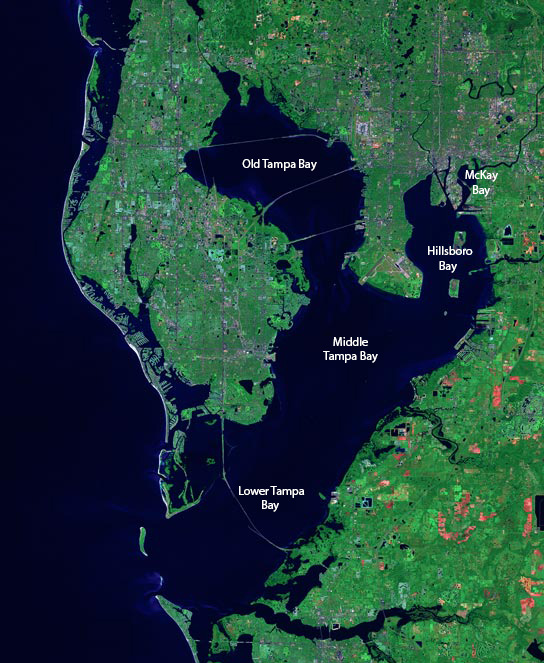
A baía de Tampa vista de um satélite da NASA

A Baía de Tampa (em inglês:  Tampa Bay) é um grande porto e estuário natural ao longo do Golfo do México na costa oeste da Flórida, Estados Unidos, que engloba a Velha Baía de Tampa, a Baía de Hillsborough, a Baía de McKay e a Nova Baía de Tampa.
A baía de Tampa e o maior estuário de águas abertas da Flórida, estendendo-se por 1.031 km², e formando as costas dos condados de Hillsborough, Manatee e Pinellas. As fontes de água doce da baía estão distribuídos entre mais de uma centena de pequenos riachos e não simplesmente de um único rio.
Começando a reversão de décadas de poluição irrestrita, a baía foi designada como um estuário de importância nacional pela Agência de Proteção Ambiental dos Estados Unidos da América, principalmente devido aos seus mangues e pelos seus férteis regiões de várzea: mais de 200 espécies de peixes são encontrados na baía e 25 espécies de pássaros fazem da baía o seu habitat. Águas quentes que desembocam na baía vindas de centrais elétricas que rodeiam a baía chamam um de cada seis peixes-boi ameaçados de extinção para passar o inverno na área. Igualmente significativo mas menos visível é o papel das águas da baía como viveiros de camarões e caranguejos, assim como outros invertebrados. Dois Refúgios da fauna nacional encontram-se na Baía de Tampa: o Refúgio da fauna nacional de Pinellas e o refúgio em Egmont Key. A maioria das pequenas ilhas na baía estão fora do alcance do público, devido à sua frágil ecologia e pelo uso como locais de procriação para o Pelicano-pardo, garças, garçotas, o colhereiro-americano e outros. O Programa do Estuário da Baía de Tampa é responsável pela vigia da saúde da baía.